# Television i Tyskland

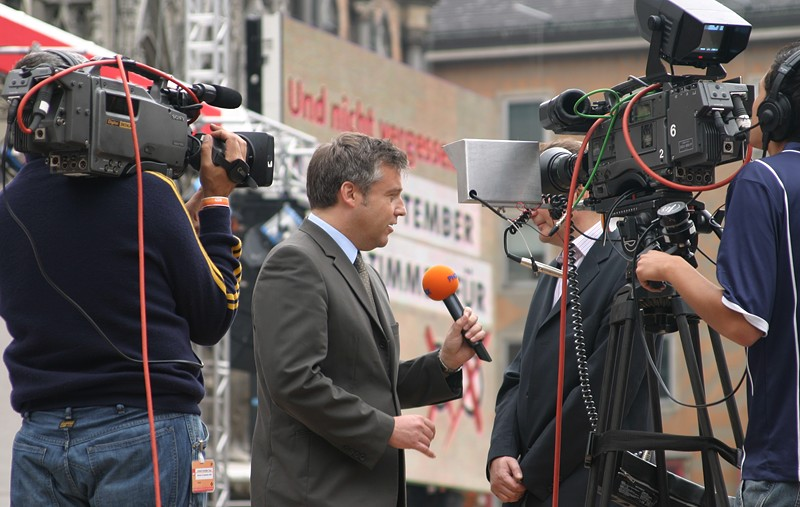
Phoenix reporter Heinz Abel vid en direktsändning i München.

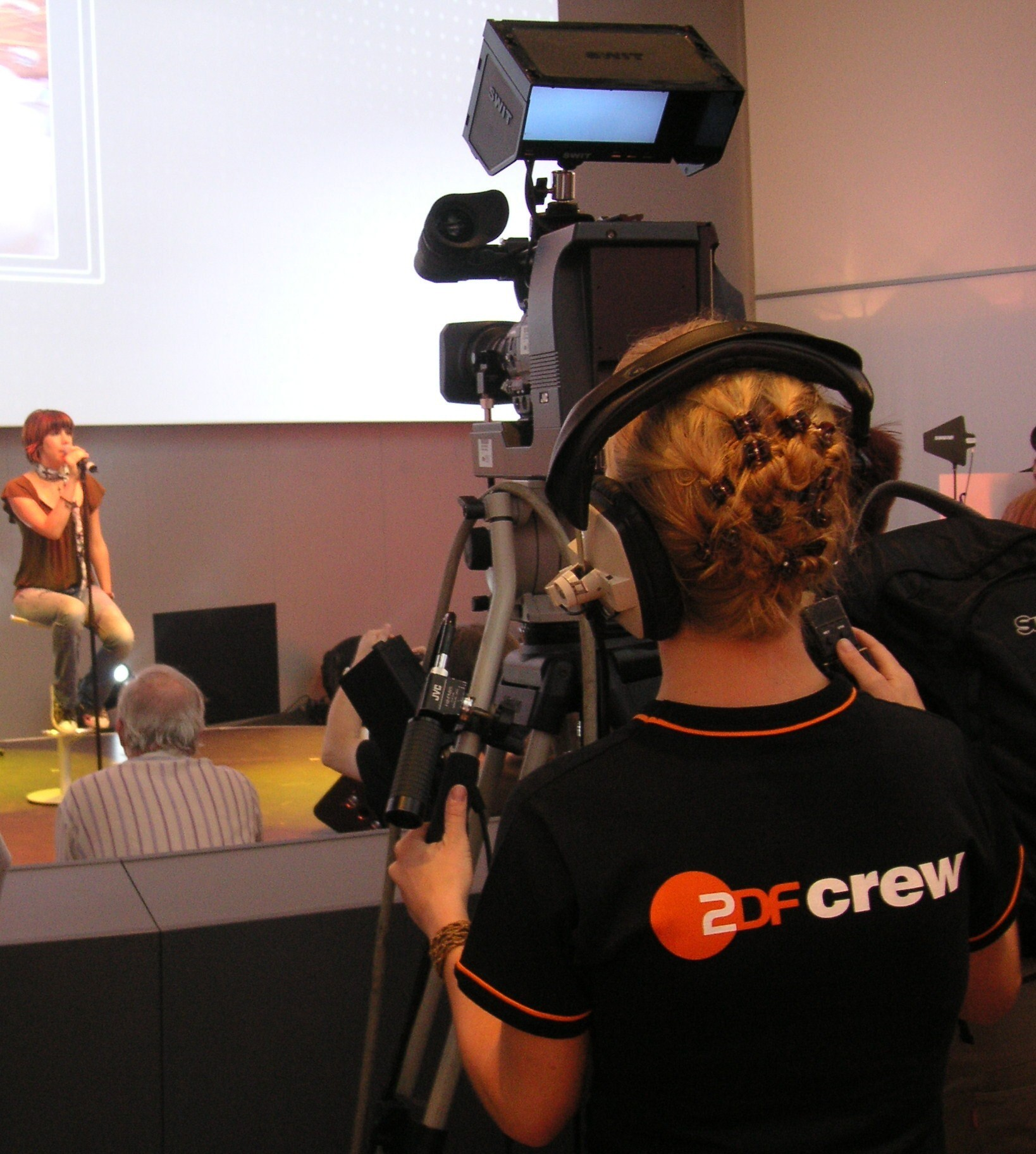
En professionell studiokamera på ZDF 2007

Television i Tyskland har en lång historia. Redan 1935 inleddes reguljära sändningar i det dåvarande Nazityskland, till att börja med för en mycket begränsad publik i Berlinområdet. Sändningarna från Olympiska spelen i Berlin året därpå blev ett genombrott för televisionen, som fortsatte att sända fram till år 1944.
Televisionen utvecklades sedan på olika sätt i Östtyskland och Västtyskland. Den första östtyska kanalen (Deutscher Fernsehfunk) började sändas 1952. Televisionen styrdes sedan av den östtyska staten, och stark censur rådde. Den östtyska staten försökte också hindra folk från att knappa in sändningar från västvärlden. Den första västtyska (ARD) började sändas 1954. De båda kanalerna organiserades på samma sätt som radiostationerna i öst och väst - i öst var de centraliserade medan de i väst var decentraliserade. ARD var och är organiserat i flera regionala bolag som tillsammans producerar gemensamma program för Das Erste samt har regionala sändningar.
På 1960-talet startade en ny kanal i väst och en öst. I väst startade ZDF 1963. Det drevs av ett från ARD fristående företag, som dock var i statlig ägo. I öst startade DDR 2 i oktober 1969. Kanalen drevs av samma företag som drev den redan existerande kanalen, vilken bytte namn till DDR 1.
I Västtyskland lanserades under sextiotalet även en tredje kanal på många platser i landet. Det var fem regionalt anpassade kanaler som producerades av de programbolag som redan samarbetade kring ARD. De första regionala kanalerna (Bayern 3 och Hessen 3) startade 1954. Denna tredje kanal brukar kallas "Die Dritten Fernsehprogramme". Idag finns det NDR, WDR, HR, SWR, BR, RBB och MDR.
Helt kommersiell TV kom till Västtyskland på 1980-talet. RTL plus och Sat 1 lanserades 1984. För att möta konkurrensen lanserade ZDF och ARD varsin satellitkanal: ZDF startade 3sat (1984) i samarbete med österrikiska ORF och schweiziska SRG. ARD startade Eins Plus (1986). En annan kanal var Pro-7 som startade 1989.
I Östtyskland hade man i de flesta fall fortsatt tillgång till enbart DDR 1 och 2 fram till Berlinmurens fall. De östtyska kanalerna bytte namn till DFF 1 och DFF 2 för att sedan integreras i ARD.
Det enade Tyskland hade därefter två public service-företag: ARD och ZDF.
Under 1990-talet fortsatte etableringen av nya kanaler med bland andra Premiere (1991), Arte (1992), Deutsches Sportfernsehen (1993), RTL 2 (1993) och Super RTL (1995). Det finns också nyhetskanaler n-tv, N24 och Euronews.
Informationen om Tyskland i världen ser man i Kanalen: DW (Deutsche Welle).
2005 startade Das Vierte (kommersiell).

## Digitala marknätet
I december 2003 blev Berlin först i världen med att släcka det analoga nätet och gå över till digitala sändningar.
De digitala marksändningarna har idag full täckning, släckningen av det analoga marknätet var genomförd den 25 november 2008, så när som på en analog huvudsändare i Bad Mergentheim, vilken släcktes i juni 2009. Där det sänds digital-tv brukar man vanligtvis ha fem multiplexer som tas hand av fyra bolag:
- ARD har en multiplex för de nationella sändningarna (Das Erste etc.) samt en för de regionala sändningarna.
- ZDF
- ProSiebenSat.1 Media AG
- RTL

## Finansiering
All television i Tyskland finansieras av reklam. ZDF och ARD finansieras av både licensavgifter och reklam, något som väckt debatt i och med den privata televisionens intåg.